# حقلة (إب)

تعديل مصدري - تعديل

حقلة هي إحدى قرى عزلة المقاطن بمديرية إب التابعة لمحافظة إب، بلغ تعداد سكانها 1032 نسمة حسب تعداد اليمن لعام 2004.